# Сефевидо-могольские отношения

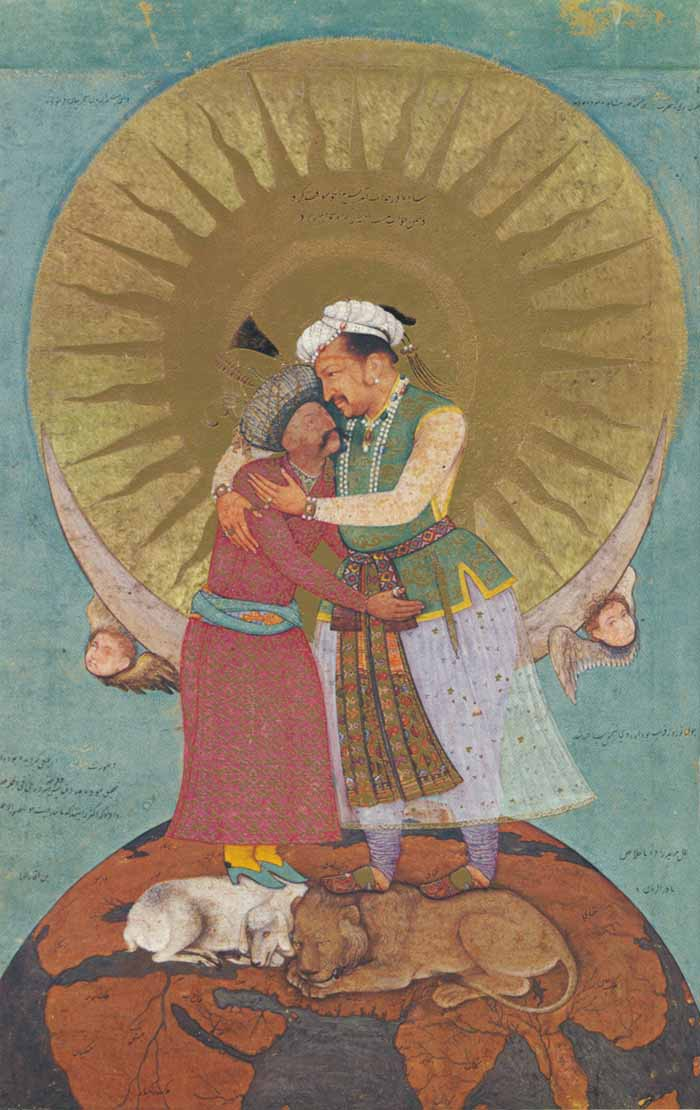
Аббас I и султан Джахангир. (автор: Абул Гасан)

Сефевидо-могольские отношения —  посольство, отправленному сефевидским шахом Аббасом во дворец императора Великих Моголов султана Джахангир-шаха в 1620 году. Основной целью посольства было обеспечение присоединения Кандагара к империи Сефевидов.

## История
После восшествия на престол шаха Аббаса он разгромил как Узбекское ханство, так и Османскую империю и вернул утраченные земли. Когда он был еще на начальном этапе своего правления, монголы захватили Кандагар. Кандагар считался основным регионом, ожидающим возвращения. В таких условиях Джахангир-шах попытался решить вопрос дипломатическим путем. В это время первое посольство было отправлено монголами. Посольство возглавил монгольский знатный хан Алам. Хан Алам происходил из знатного рода, а его великие предки были слугами Амира Теймура, исторической личности, которой Аббас очень восхищался и восхищался. Испанский посланник Фикероа также был в то время при дворе Аббаса, и он сообщил, что Хан Алам носил жемчужные серьги, носил украшенный драгоценными камнями кинжал и был описан индийскими купцами в Исфахане как невероятно богатый. Алам сопровождали около 800 сопровождающих и несколько сотен охранников, а также экзотическая коллекция индейской фауны. 
Искандер-бей Туркман, видевший воочию прибытие посольства в Исфахан, пишет, что делегацию сопровождали 10 огромных слонов, снабженных золотыми бивнями и украшенных всевозможными украшениями, тигры, леопарды, антилопы, гепарды. , носороги, говорящие птицы и водяные буйволы, которые собирают различный мусор, а также различные животные. Одним из членов делегации был Бишан Дас, придворный художник Великих Моголов. Находясь в империи Сефевидов, он сделал несколько снимков и отвез их Джахангир-шаху. Однако решить кандагарский вопрос, что и было главной целью этого посольства, не удалось. Шах Аббас упорно требовал вернуть ему Кандагар и заявлял, что не пойдет ни на какие уступки. Но в последний раз он решил использовать дипломатию для решения вопроса. Он также предназначался для ответа посольству хан Алама. Руководителем был избран Зейнал хан Шамли. Этот вопрос был вежливо поднят снова во время визита посланника Аббаса Зейнала-бея в Империю Великих Моголов. До этого Зейнал-бей был послан Аббасом в Европу послом, а в 1619 году вместе с ханом Аламом был отправлен ко двору Великих Моголов. Искандер-бей Мунши Аббас выбрал Зейнал-бея, потому что он обладал необходимыми качествами для посла:
Он обладал внутренней гармонией, умом, великодушием, природными манерами и отличными коммуникативными способностями. Кроме того, он был человеком, которому шах полностью доверял. Со своей стороны, Зейнал-бей был полон решимости не щадить ни своей жизни, ни своего имущества на службе у своего верховного духовного лидера (Муршуду Камила) и благодетеля, основываясь на лояльности и верности, ожидаемых от суфия.
Посольство Зейнал-бея было подготовлено так же грандиозно, как и посольство Хан-Алама, чтобы нельзя было недооценивать могущество Сефевидской империи. Но посольство не увенчалось успехом, и монголы не согласились вернуть Кандагар. Несколько лет спустя Аббас напал на Кандагар, и Моголы были вынуждены принять это.